# Tour Franklin
La Tour Franklin es un rascacielos situado en el distrito de negocios de La Défense, cerca de París. 
Construida en 1972, la torre de 115 metros de altura pertenece a la segunda generación de rascacielos de La Défense. Su diseño consiste en la fusión de una torre más pequeña en una más grande.